# 氷上英廣
氷上 英廣（ひがみ ひでひろ、1911年4月10日 - 1986年9月16日）は、日本のドイツ文学者、翻訳家。東京大学名誉教授。ドイツ文学、比較文学、比較文化専攻。

## 経歴
出生から修学期
1911年、東京で生まれた。府立一中四修、一高文乙を経て、東京帝国大学文学部に進学。1933年に卒業した。
ドイツ文学研究者として
1936年より旧制甲南高等学校に教諭として勤務。1946年、一高の教授に就いた。戦後の1950年に新制大学となったため、以降東京大学教養学部助教授。1957年に教授昇格。1960年から1年間、マールブルク大学へ文部省在外研究生として派遣された。1969年からは東京大学大学院比較文学比較文化専攻課程主任教授。1972年に東京大学を定年退官し、以降は武蔵大学教授として教鞭をとった。1982年に同校も退職。

## 交遊
一高時代は文芸部委員となって中島敦らと親交があり、中島にカフカを奨めたという。お互いに作品を校友会雑誌に作品を発表しあっていた。のち『中島敦全集』を編纂し、詳しい解説を書いた。吉田健一とも親交があり、『東京の昔』の帝大生・古木君のモデルとされる。

## 家族・親族
- 妻：氷上待子は南原繁の長女で、佐藤佐太郎門下の歌人であった。
- 息子：氷上信廣は麻布中学校・高等学校の前校長。
- 義弟：南原實はドイツ文学研究者。

## 著作
著書
- 『ニーチェの問題』創元社 1948
- 『ニイチェ 運命と意志』新潮社 1949
- 『ニーチェの顔』岩波新書 1976
- 『大いなる正午 ニーチェ論考』筑摩書房 1979
- 『ニーチェとその時代』岩波書店 1988
- 『ニーチェとの対話』岩波書店 1988
- 『ニーチェの顔 他十三篇』三島憲一編、岩波文庫 2019

編著
- 『ニーチェ研究』社会思想研究会出版部 1952
- 『比較文学読本』島田謹二・富士川英郎共編、研究社出版 1973

訳書
- 『孤独と愛と社会』ベルジャーエフ著、社会思想研究会出版部(現代教養文庫) 1954
  - 改訳 白水社 1961[3]
- 『歴史の意味』ベルジャーエフ、白水社 1960
  - 新装復刊 1998
- 『タウリスのイフゲーニエ』(ゲーテ全集 4) ゲーテ著、人文書院 1960
- 『幸福論 1』ヒルティ著、白水社 1962
- 『不安の概念』(キルケゴール著作集 10) キルケゴール著、白水社 1964

### ニーチェ
- 『反時代的考察』ニーチェ、新潮文庫 1954[4]
- 『アンチクリスト：偶像の黄昏』ニーチェ著、新潮文庫 1958[5]
- 『華やかな知慧』ニーチェ著、新潮文庫 1958[6]
- 『ツァラトゥストラはこう言った』(上・下) ニーチェ著、岩波文庫 1967-1970
  - ワイド版 1995
- 『華やぐ知慧／メッシーナ牧歌』(ニーチェ全集 10) ニーチェ著、白水社 1988
- 『遺された断想』(ニーチェ全集 11) ニーチェ著、白水社 1990

退任記念論文集
- 『ニーチェとその周辺：退官記念論文集』朝日出版社 1972